# Сецемін (Свентокшиське воєводство)
Сецемін (пол. Secemin) — село в Польщі, у гміні Сецемін Влощовського повіту Свентокшиського воєводства.
Населення — 1276 осіб (2011).
У 1975-1998 роках село належало до Ченстоховського воєводства.

## Демографія
Демографічна структура на день 31 березня 2011 року:
|          | Загалом | Допрацездатний вік | Працездатний вік | Постпрацездатний вік |
| -------- | ------- | ------------------ | ---------------- | -------------------- |
| Чоловіки | 628     | 120                | 430              | 78                   |
| Жінки    | 648     | 97                 | 359              | 192                  |
| Разом    | 1276    | 217                | 789              | 270                  |